# Imaday Núñez
Imaday Núñez González (18 de junio de 1983, La Habana) es una nadadora cubana de estilo pecho retirada de la actividad competitiva. Núñez participó en dos Juegos Olímpicos consecutivos iniciando en Sídney 2000. Su mejor resultado en estos juegos fue la posición 21º en los 100 m pecho de Atenas 2004. Fue la primera nadadora cubana en llegar a una final de un campeonato mundial, haciéndolo en Shanghái 2006 en los 200 m pecho.